# Talabér Erzsébet
Talabér Erzsébet (Budapest, 1944. február 10. –) magyarnóta- és hangverseny-énekesnő. Férje a pályatárs Hollay Bertalan volt.

## Élete
A középiskolát a budapesti Kanizsai Dorottya Gimnáziumban végezte. Énekesként tizenöt éves korától három évtizeden át Fejesné Angyal Irén magántanítványa volt. Az Országos Filharmóniánál opera- és dalénekesi vizsgát tett, majd megkapta az Országos Rendező Iroda és az OSZK működési engedélyét.
Nótaénekesi pályája a Magyar Televízió 1968-as „Nyílik a rózsa” versenyén indult, ahol 3500 jelentkező közül első helyen végzett. Azóta rendszeresen szerepel belföldön, több hanglemeze jelent meg, állandó közreműködője rádió- és tévéműsoroknak. 1972-től az észak-amerikai, ausztrál, nyugat-európai magyar emigráció rendezvényein is gyakran fellépett.

## Díjai, elismerései
- 1995 – Artisjus-díj
- 1998 – Cselényi József-díj
- 2008 – a Magyarnótaszerzők és Énekesek Országos Egyesületének életműdíja (férjével megosztva)